# 李淳 (嘉靖甲辰進士)
李淳（1500年—？年），字彥穆，四川嘉定州夾江縣人，竈籍，治《易經》。

## 生平
八月初八日生，行一。由國子生中式四川鄉試第二十一名舉人，年四十五歲中式嘉靖二十三年甲辰科會試第一百七十五名，第三甲第九十一名進士。次年任河南汝阳县知县，官至江西南康府知府。

## 家族
曾祖李廷佐；祖李墨；父李觀，教授；母鄭氏。嚴侍下，妻姜氏，繼妻王氏。